# Julius von Soden

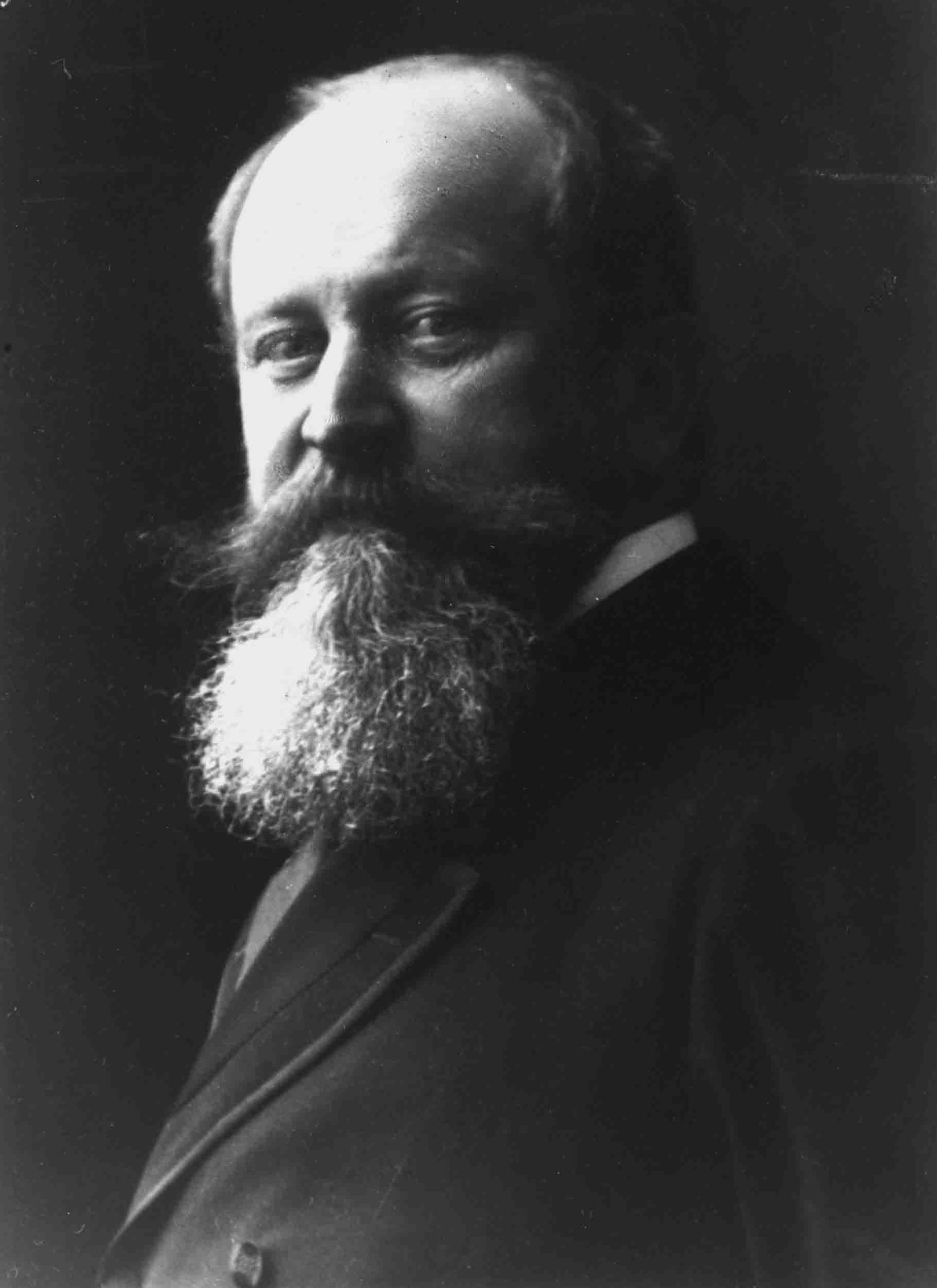
Julius Freiherr von Soden um 1890

Julius Freiherr von Soden (* 5. Februar 1846 in Ludwigsburg; † 3. Februar 1921 in Tübingen) war ein deutscher Beamter und Politiker, unter anderem Gouverneur der Kolonien Kamerun und Deutsch-Ostafrika, sowie Kabinettschef des Königs von Württemberg und dessen Außenminister.

## Leben

### Herkunft
Seine Eltern waren der Oberstleutnant Julius von Soden (* 27. Februar 1793; † 13. April 1854) und dessen Ehefrau Marie von Neurath (* 31. März 1805; † 28. März 1849)
Er wurde in der Kaserne des 7. Infanterieregiments, in der sein Vater stationiert war, geboren. Er gehörte der evangelischen Kirche an. 1849 zog die Familie nach Stuttgart. Er hatte noch drei Schwestern Marie (* 8. Januar 1836), Charlotte (* 29. August 1838) verheiratet mit dem Oberstleutnant Arthur von Oidtman (* 13. Juli 1832) und Julie (* 13. März 1841).

### Jugend und Ausbildung
Julius und seine älteren Schwestern wuchsen nach dem Tod der Eltern bei der Großmutter, Charlotte von Neurath, auf. Am Knabeninstitut Korntal begann er seine Schulausbildung, nach vier Jahren setzte er sie an einem Stuttgarter Gymnasium fort. Sein zeitweiliger Hauslehrer Julius Klaiber und der Gymnasiallehrer Holzer begeisterten ihn für die Antike, sodass sich in ihm der Wunsch, Altphilologe zu werden, auswuchs. Sein Leben lang beschäftigte sich von Soden gern mit klassischen Texten, besonders Homer und Dante sind hier zu nennen. Seine Gedankenwelt wurde in dieser Zeit zunächst geprägt von David Friedrich Strauß, dann zunehmend von Immanuel Kant.
Nach dem Abitur (1864) nahm von Soden das Studium der Rechtswissenschaften an der Universität Tübingen auf. Dort schloss er sich dem Corps Suevia an. Im vierten Semester wechselte er nach Göttingen, wo er Mitglied der Bremensia wurde. Der Deutsche Krieg 1866 brachte den Ersatzreservisten 2. Klasse in Verlegenheit, da er für Bismarck schwärmte, während in seiner Familie Sympathien für Österreich vorherrschten. Er umging die Problematik, indem er – begründet durch die Unmöglichkeit, während des Krieges nach Süddeutschland zu reisen – in Göttingen blieb. Erst zum Examen kehrte von Soden 1869 nach Tübingen zurück.
In Heilbronn wurde von Soden daraufhin Rechts-Referendar – die Jurisprudenz wurde ihm dadurch freilich nicht sympathischer. Nach seinem Referendariats-Jahr brach 1870 der Deutsch-Französische Krieg aus. Er meldete sich begeistert als Freiwilliger und kam zum 4. württembergischen Reiterregiment. Seine Kriegserlebnisse waren weitestgehend unblutiger Art, dennoch lehnte er eine weitere Karriere beim Militär in der bevorstehenden Friedenszeit ab, wandte sich stattdessen lieber seinem zweiten juristischen Examen zu, das er im Herbst 1871 ablegte.

### Reisen und Konsulate
In der Folgezeit brach sich in Julius von Soden sein Fernweh Bahn: Das Gerücht, dass die bisherigen deutschen Konsuln, die zumeist deutsche Kaufleute im Ausland waren, durch Beamte, am besten Juristen, ersetzt werden sollten, kam ihm gerade recht – er bemühte sich sofort um eine Konsulatslaufbahn. Da der Ort ihm egal war, weil es ihn in die Weite trieb, konnte er noch 1871 eine entsprechende Anstellung finden, die ihn als Vizekonsul nach Bukarest verschlug. Doch seine Arbeit, mit der er das dortige Generalkonsulat unterstützen sollte, währte nicht lange; nach einem halben Jahr wurde dem Anfänger, der die besten Empfehlungen erhalten hatte, von Reichskanzler Otto von Bismarck das neu errichtete Konsulat in Algier anvertraut (1872).
Von Soden beglückte diese Entwicklung, und sie sollte anhalten: Nach seiner ersten Seereise von Marseille nach Algier verbrachte er in den nächsten Jahren noch viel Zeit auf langen Seereisen – 1876 wurde er nach Kanton bzw. Hongkong versetzt, 1879 nach Habana, 1881/82 in Vertretung des Ministerresidenten nach Lima und 1884 als Generalkonsul nach Sankt Petersburg. In diesen Ämtern kam er zu der Einsicht, dass die Förderung von Handelskontakten von Kaufleuten geleistet werden müsse, nicht von Konsuln. Von den kleinlichen Verhandlungen bürokratischer Art drängte es ihn hin zu größeren Aufgaben von weit reichender wirtschaftlicher und handelspolitischer Bedeutung. Dieses Bestreben wurde allerdings behindert von den erst in den Anfängen befindlichen deutschen Industrien, Schifffahrt und Außenhandel.

### Kolonial-Gouverneur
Mit dem zaghaften Beginn des deutschen Kolonialismus wandelte sich von Sodens Laufbahn von der des Diplomaten zu der des Gouverneurs. Im Juli 1884 wurde er zuerst zum Oberkommissar der deutschen Kolonie Togo ernannt. Ein Jahr später, im März 1885, wurde er zu Kaiser Wilhelm I. bestellt, der ihm zu seiner neuen Aufgabe als ersten Gouverneur von Kamerun gratulierte. Reichskanzler Otto von Bismarck soll in Zusammenhang mit seiner ablehnenden Haltung gegenüber den deutschen Kolonialbestrebungen von Soden kaum Instruktionen erteilt haben, sondern ihn vielmehr um diesbezügliche Vorschläge gebeten haben. Beraten wurde von Soden vor Antritt der gut vierwöchigen Seereise von dem Leiter der Rheinische Missionsgesellschaft Friedrich Fabri und einem Syndikat in Westafrika tätiger Firmen. Am 1. Juni 1885 stach er auf einem Woermanndampfer in See.
Die für von Sodens Aufgabe zur Verfügung stehende Infrastruktur war minimal. Es mangelte etwa an einem Telegrafie-System, ohne das die gleichzeitige Erfüllung der Ämter als Oberkommissar von Togo und Generalkonsul des Golfs von Guinea sehr erschwert wurde. Die beabsichtigte Gründung eines Kolonialreiches, das Deutschland an Größe übertraf, stand angesichts der geringen zur Verfügung gestellten Mittel vor unüberwindbaren Hindernissen. Von Soden hielt sich angesichts dieser Umstände an eine Strategie der „friedlichen“ Erschließung des „Schutzgebietes“, um so den volkswirtschaftlichen Nutzen der Kolonie zu maximieren. Auf diesem Weg zeigte sich für ihn die Gründung von Schulen als Mittel der Wahl, nachdem die erste Regierungsschule mit Theodor Christaller als erstem Lehrer als Erfolg bewertet wurde.

„[Der Gouverneur]  faßte den Plan, das Land mit einem Netz von Schulen zu überziehen, also den Schullehrer als Vertrauensmann voranzuschicken, und dann den Kaufmann und Pflanzer, sowie den Beamten folgen zu lassen. Eine wesentliche Erleichterung dabei versprach er sich von der christlichen Missionstätigkeit und den im Zusammenhang damit stehenden industriellen und gewerblichen Unternehmungen.“

Trotz dieser erfolgreich anmutenden Entwicklung musste von Soden auf einer Erholungsreise in die Heimat (13. Mai 1887 bis 17. Januar 1888), während der er für längere Zeit von Bismarck nach Friedrichsruh eingeladen worden war, erfahren, dass dessen Freude an der deutschen Kolonialpolitik keineswegs gestiegen war. Der Sturz des „Eisernen Kanzlers“ 1890 erschwerte die Arbeitsbedingungen von Sodens weiter und ließ ihn wünschen, „sein Wanderleben nicht mehr allzulange fort[zu]setzen“. Doch die Aussicht nach Rückzug auf die eigene Scholle, die sich durch die Schenkung des Gutes Vorra in Mittelfranken ergeben hatte, zerschlug sich durch einen weiteren Auftrag in der nun forcierten Kolonialverwaltung. Auf Wunsch des neuen Reichskanzlers Leo von Caprivi machte sich von Soden noch 1890 auf den Weg, um in Deutsch-Ostafrika einen Bericht zu erarbeiten, der die Lage der von der Deutsch-Ostafrikanischen Gesellschaft (DOAG) an das Deutsche Reich übergegangenen Neuerwerbung untersuchen sollte. Trotz des ernüchternden Berichts wurde er daraufhin am 1. Januar 1891 zum Gouverneur der Kolonie ernannt.
In Deutsch-Ostafrika waren es nicht nur die infrastrukturellen Probleme, vor die sich von Soden gestellt sah. Hinzu kamen zahlreiche überraschende Verfügungen und Anordnungen von Seiten des Auswärtigen Amtes, die seine Arbeit behinderten: Ohne Absprache wurden beispielsweise für sein Gouvernement drei Kommissare ernannt – der als Emin Pascha bekannte Eduard Schnitzer sowie Carl Peters und Hermann von Wissmann, die beiden direkten Vorgänger von Sodens in der Kolonialverwaltung. Ihre Kompetenzen blieben völlig im Unklaren. Bei der Hauptaufgabe des neuen Gouverneurs, der Neuorganisation der dortigen „Schutztruppe“, behinderte von Soden sein Status als Zivilgouverneur, dessen Autorität von den Militärs nicht leicht anerkannt wurde. Die Grundsätze der Kolonialpolitik, die er sich in seiner langjährigen Tätigkeit gebildet hatte, traten immer stärker in Konflikt zu dem Kurs, der an den maßgeblichen Stellen in der Heimat verfolgt wurde, wo man deutlich auf die ab 1896 so genannte „Weltpolitik“ Kaiser Wilhelm II. zusteuerte. So war es nicht verwunderlich, als von Soden 1893 – trotz der Unterstützung durch Kanzler Caprivi – um seine Versetzung in den Ruhestand bat.
Die kommenden sechs Jahre lebte von Soden auf seinem Gut Vorra und füllte dort zum ersten Mal die Aufgaben eines Freiherrn aus. Dabei brachten dem ehemaligen Weltenbummler nun Reisen durch das Reichsgebiet Abwechslung, bei denen er mit den Regierungen der Bundesstaaten in näheren Kontakt kam. Auch am Kolonialwesen nahm er weiterhin – vornehmlich als Berater – Anteil.

### Württembergischer Minister und Familiengründung
1899 überraschte von Soden das Angebot, Kabinettschef am Hof König Wilhelms II. von Württemberg zu werden. Er nahm an und füllte sein neues, so ganz anderes, Amt erfolgreich aus:

„Sein klares, sachliches Urteil, sein gütiges, allzeit hilfsbereites Wesen und sein sonniges Naturell bewährte sich nach allen Seiten hin auch in dieser Stellung; kein Wunder, daß er bei Fürst und Volk der Mann des Vertrauens wurde, welchen jeder aufrichtig hochschätzte, der ihm nähertreten durfte.“

In diese Zeit als Kabinettschef fällt auch von Sodens Eheschließung: Am 1. September 1900 heiratete er Helene von Sick (* 5. Februar 1856), Tochter des Generalmajors Hermann von Sick aus der Ludwigsburger Heimat von Sodens. Julius war zu diesem Zeitpunkt mit 54 Jahren auf den Tag genau zehn Jahre älter als seine Braut Helene. Das fortgeschrittene Alter der Ehegatten war wohl die Ursache der Kinderlosigkeit ihrer Ehe.
Bereits im November 1900 verließ er das Kabinett des Königs und wurde Außenminister in der Württembergischen Staatsregierung. In dieser Position förderte von Soden vor allem das Verkehrswesen, indem er etwa die Vereinheitlichung der Eisenbahnen vorantrieb und auch württembergische Nebenstrecken ausbaute. Nach dem Rücktritt von diesem Posten 1906 nahm er sein früheres Amt als königlicher Kabinettschef wieder auf. Bis Ende 1916 blieb er in dieser Stellung und musste nach Beginn des Ersten Weltkrieges durch die englischen Eroberungen in den deutschen Afrika-Kolonien das rasche Ende der Wirksamkeit seiner früheren Tätigkeiten mitansehen.
Während dieser Zeit engagierte sich Julius von Soden auch verstärkt in Ehrenämtern, so nahm er etwa 1906 den Vorsitz des Schwäbischen Schillervereins (bis 1917) wieder auf, den er bereits 1900 bis 1902 innegehabt hatte. Außerdem war er Vorstand im „Verein der Württembergischen Kunstfreunde“ und Ehrenmitglied im „Württembergischen Kriegerbund“.

### Rückzug und Tod
Nach Kriegsende und Novemberrevolution erfüllte sich der Privatmann von Soden den Wunsch, sich zu Studienzwecken zurückzuziehen: Als 74-Jähriger kehrte er im September 1920 nach Tübingen zurück, die Stadt seiner ersten Studienjahre. Dort hörte er Vorlesungen, allerdings nicht juristischer, sondern eher schöngeistiger Natur: Philosophie, Philologie und Ästhetik. Sein Lebensabend währte kurz: Bereits wenige Monate nach Semesterbeginn ereilte ihn im Januar 1921 der körperliche Zusammenbruch, auf den 14-tägige Krankheit folgte. Am 3. Februar 1921 starb Julius von Soden, zwei Tage vor seinem 75. Geburtstag.

## Leistungen
Die Arbeit Julius von Sodens hat die Entwicklung der deutschen Kolonialbestrebungen in ihrer Anfangszeit deutlich geprägt. Gerade vor dem Hintergrund mangelnder Ressourcen für eine forcierte Kolonialexpansion unter der Ägide des Kolonien-Skeptikers Bismarck war das Modell, das von Soden verfocht, nachhaltig angelegt und auf den wirtschaftlichen Nutzen der Kolonien für das Mutterland ausgerichtet. Der Kulturimperialismus, der u. a. in von Sodens forcierter Schulgründungspolitik deutlich wurde, wurde demgegenüber als angebliches Mittel zum Zweck dem ökonomischen Nutzen untergeordnet und so vermeintlich rational legitimiert. Das Modell entsprach in den Grundzügen der Kategorie der Handelskolonie.
Über Jahrhunderte war dieses Kolonialmodell zuvor, gemessen an den Ausbeutungsinteressen der Kolonialmächte, erfolgreich praktiziert worden, doch einerseits änderten sich die weltpolitischen Gegebenheiten – der zunehmende Imperialismus der europäischen (und erstarkenden außereuropäischen) Großmächte führte zu einer stärkeren Kontrollübernahme der Mutterländer über ihre Kolonien. Der „Scramble for Africa“ (Wettlauf um Afrika), verkörpert in der Berliner Afrika-Konferenz, hatte bereits begonnen und die Zeichen der Zeit zielten auf eine aggressivere koloniale Expansionspolitik.
Doch auch innenpolitisch war von Sodens Kolonialtraum bereits überholt. Der „Sozialimperialismus“ des Deutschen Reiches verlangte, dass durch Kolonien Absatzmärkte, Rohstoffquellen, Arbeitsplätze in der heimischen Wirtschaft und Ansiedlungsmöglichkeiten für den Bevölkerungsüberschuss geschaffen würden. Bereits 1884 hatte Wilhelm Liebknecht im Reichstag befürchtet, dass durch die neue Kolonialpolitik der „Export der sozialen Frage in die Kolonien“ stattfinden solle. Auch diese Anforderungen konnte eine Kolonie nach von Sodens behutsamem Zuschnitt kaum erfüllen.
Verstärkt wurden alle diese Tendenzen, die von Sodens eigene Kolonialideale immer stärker anachronistisch erscheinen lassen mussten, während seiner Tätigkeiten in Kamerun und Deutsch-Ostafrika: Der Beginn der heißen Phase des „Scramble for Africa“ mit der Berliner Afrika-Konferenz 1884/85, der „neue Kurs“ von Kaiser Wilhelm II. ab 1888, die Entlassung des von jeher verehrten Bismarck 1890, schließlich der Beginn der „Weltpolitik“ unter Wilhelm II. nach dessen Ausspruch „Von heute an ist das Deutsche Reich ein Weltreich!“ vom 18. Januar 1896 – all diese Entwicklungen mussten für von Soden den Schritt folgerichtig machen, sich aus der Kolonialpolitik zurückzuziehen. Im krassen Widerspruch zueinander stehen schließlich die deutschen kolonialen Kriegsziele im Ersten Weltkrieg, die im Septemberprogramm als „Mittelafrika“ bezeichnet wurden, und der Kriegsverlauf und die Kriegsfolgen, die mit dem Versailler Vertrag gegen Ende des Lebens von Julius von Soden den Verzicht Deutschlands auf alle Kolonien bedeuteten.

## Ehrungen

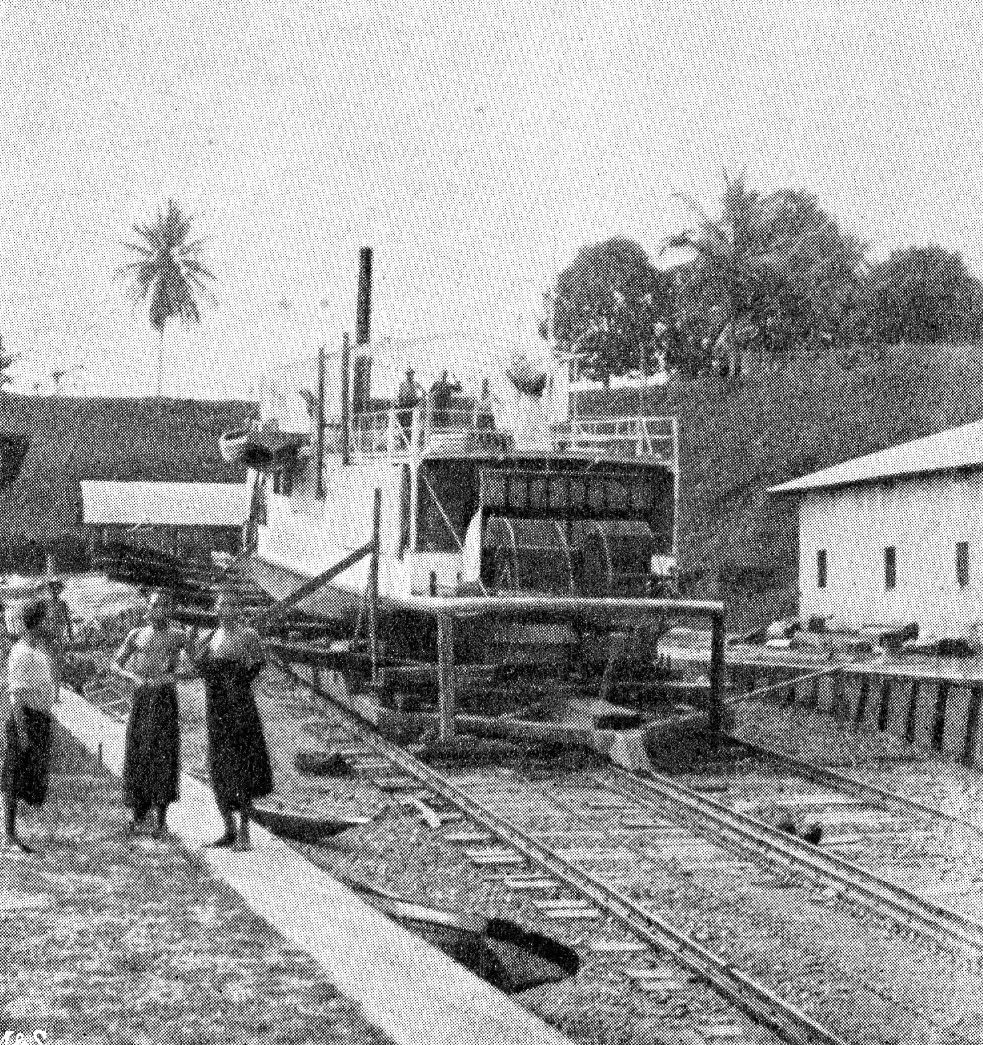
Flussdampfer SODEN auf dem Slip in Duala vermutlich um 1896. Aus Oscar Zimmermann Durch Busch und Steppe Berlin 1909 Seite 75

- Soden zu Ehren wurde der Zollraddampfer Soden benannt, der 1889 auf der Meyer Werft gebaut und ab 1890 in Kamerun eingesetzt wurde.